# Historia de La Guajira
La Historia del departamento de La Guajira es la propia del departamento colombiano, que abarca desde la época de la prehistoria hasta la actualidad.

## Prehistoria
Los primeros habitantes en el departamento de La Guajira fueron los de la familia lingüística arawak que llegaron hace 10.000 años; y posteriormente los de la chibcha que ocuparon el sur, exactamente en la Sierra Nevada. Los de la familia Caribe probablemente se establecieron hace 2000 años; y según estudios, tanto como los arawaks y caribes llegaron al territorio de la planicie guajira y desocuparon otros pobladores que previamente estaban asentados.

## Dominio de los pueblos indígenas
Los territorios que en la actualidad conforman el departamento La Guajira estuvieron bajo completo dominio de diferentes pueblos nativo-americanos de las familias lingüísticas arawak, caribe y chibcha. El departamento ya estaba habitado en al sur por los ika, kankuamo, kogui, wiwa y cariachil o cariaquil; en el centro por los guanebucán y caquetío, junto con los guajiro y cocina que, asimismo, se asentaban en el norte con la etnia makuira. Otros pueblos fueron los eneal, anate y coanao.
Desde tiempos antiguos hasta el siglo XVI, y el presente, los distintos pueblos nativo-americanos convivieron de manera pacífica, llegando a compartir solidariamente sus territorios. En el proceso de conformación de naciones, lo que produjo tribus más grandes, muchos clanes desaparecieron por la integración de sus miembros a otros grupos más influyentes; mientras que aún es un misterio la verdad sobre la existencia de otros grupos humanos que desaparecieron sin dejar muchas evidencias de su presencia en el territorio.j

### Pueblos arawakos
Estaban asentados en toda la península de La Guajira y la bajiplanicie del centro del departamento. En el norte, estuvieron agrupados en numerosos clanes y tribus, que terminaron agrupándose en pueblos, los cuales establecieron caciques distintivos entre tribales; a diferencia de los pueblos habitantes en el centro, quienes estuvieron determinados de manera distintiva como naciones.

### Pueblos chibchas
Las investigaciones arqueológicas determinan que los pueblos chibchas que se asentaron en el departamento de La Guajira, son provenientes de la actual Nicaragua, y llegaron juntos a otros pueblos de esta familia lingüística como los chimila y yukpa. Se ubicaron en la Sierra Nevada de Santa Marta y se autodenominaron «hermanos mayores» —por vivir en tierras altas— y a los pueblos de las planicies como «hermanos menores».
Con el transcurrir del tiempo, demarcaron un territorio compartido con otros pueblos, considerándolo área de su influencia, que en su contexto cultural fue limitado con una línea imaginaria a la que denominaron Línea Negra (Shi Mukshi, en lengua original), en la cual posicionaron centros de rituales religiosos.

### Pueblos caribes
Los pueblos caribes se asentaron en el departamento de La Guajira sin determinar un territorio específico para su superficie. Por lo general, eran semi-nomadas igual que otros pueblos arwakos, a diferencia, el pueblo cocina logró establecer como territorio propio la serranía que en la actualidad lleva su nombre, aunque muchos de sus miembros estaban desplegados por toda la planicie central.

## Historia del colonialismo europeo en La Guajira
La primera incursión realizada en el territorio por europeos, fue a partir de 1499 por una expedición iniciada el 18 de mayo de ese mismo año, por Juan de la Cosa donde también participaron Alonso de Ojeda y Martín Fernández de Enciso. Los mencionados anteriormente, recorrieron las costas de la península de La Guajira y pensaron que era una isla, a la que llamaron Coquivacoa. 
Los territorios que hoy conforman el departamento La Guajira estuvieron integrados a los virreinos coloniales del Perú y Nueva Granada; y por las provincias de Tierra Firme, Santa Marta y Río del Hacha. Su principal actividad económica fue la pesquería de perlas; y los hechos que marcaron su historia fueron las diversas rebeliones de pueblos nativos que se resistían a ser dominados y los múltiples palenques de fugitivos que estuvieron esparcidos por el centro y sur territorio.
El dominio colonialista europeo en el departamento inició en 1502 y finalizó en 1820. Las autoridades coloniales españolas no lograron consolidar su dominio en todo el departamento, por lo que parte del centro y todo el norte, asimismo la Sierra Nevada y la serranía del Perijá, no estuvieron sujetas a la jurisdicción de los europeos colonialistas.

### Gobernación de Coquibacoa
Alonso de Ojeda logró convencer a los reyes castellanos y así capituló los territorios que exploró. Los reyes crearon la Gobernación de Coquibacoa en 1502 y nombraron a Ojeda como gobernador, quien de inmediato fundó el 3 de mayo del mismo año, un pequeño poblado colonial de nombre Santa Cruz que sería el primer asentamiento de colonos españoles en Suramérica.
El pequeño pueblo quedaba ubicado en la laguna Castillete, nombrada así por los colonos, la cual abastecía de agua a los habitantes. La economía consistía en la caza y explotación de madera seca, pero la principal era la extracción de perlas que era hecha por los nativos de la zona bajo la fuerza; y fue esta situación la que obligó a los pobladores americanos a expulsar a los invasores colonos del sitio y destruir el asentamiento.
Esta gobernación colonias constituyó en el departamento La Guajira las zonas costeras del golfo de Venezuela y el mar Caribe, hasta el cabo de La Vela. Los reyes castellano la disolvieron en septiembre de su mismo año fundacional, por lo que su efímera existencia sólo duró aproximadamente tres meses.

### Provincia de Tierra Firme
El departamento La Guajira estuvo dentro de la jurisdicción de la provincia colonial de Tierra Firme, también conocida como Castilla de Oro, que fue fundada en 1510 y duró hasta 1537. Las diferentes expediciones que se hicieron alrededor de las costas, determinaron para los españoles la presencia de perlas y oro, riqueza de las cuales querían enriquecerse.
Otras expediciones se realizaron muy tierra adentro. Los españoles se dieron cuenta se las posesiones de prendas de oro como aretes, cadenas y taparrabos, que llevaban tradicionalmente los guanebucanes en su cuerpo; lo que significó para este pueblo, un factor de su genocidio debido a que los expedicionarios secuestraban a los individuos de la etnia y les amputaban miembros o asesinaban con el fin de obtener las prendas.

#### Colonización de perleros
En 1538 arriban a las costas del cabo de La Vela una sociedad de perleros españoles, que habían abandonado la isla de Cubagua —de la actual Venezuela— para asentarse en el departamento. Debido a la dificultad de las condiciones desérticas del ambiente, se trasladaron en dirección al sur; y siguiente a ello tomaron posesión de un poblado habitado en su mayoría de guanebucanes, y familias guajiras; y nombraron al asentamiento como Nuestra Señora Santa María de los Remedios del Río de la Hacha (hoy Riohacha), e impusieron su autoridad en el lugar, asimismo obligaron a los habitantes indígenas contra su voluntad a la extracción de perlas.
Con respecto a la fundación de Riohacha, la historia oficial dice que esta ciudad fue fundada por el expedicionario Alemán Nicolas de Federmann en 1545, cuando este navegó cerca de las costas guajiras previo a finales de los años de 1530 y que sólo llegó hasta el cabo de La Vela. Académicos colombianos como Benjamín Ezpeleta y Marco Tulio Annicchiarico, desmiente la versión oficial sosteniendo, entre otras cosas, que previo al año de la fundación citada, ya Nicolas de Federmann había muerto en 1542, como lo afirman los registros de la época.

### Virreinato del Perú
Los territorios que hoy conforman el departamento La Guajira, estuvo sujeto al dominio colonial del Virreinato del Perú entre los siglos XVI y XVII. Durante esta época se establecen encomiendas encargadas de las minas de oro en Dibulla y otras actividades como la extracción perlera, agricultura y actividades comerciales manejadas por chapetones y criollos españoles. 
En el contexto de los pueblos nativo-americanos, la economía dependerá del comercio con los europeos colonos (españoles), y con otros de otras potencias colonialistas, holandeses, ingleses y franceses; asimismo entre las mismas etnias nativas. Con respecto a la política, la amenaza de ser dominados por completo, por parte del reino español, suponía una condición constante de supervivencia y resistencia contra el enemigo invasor.

#### Provincia de Santa Marta
El departamento La Guajira formó parte de la provincia colonial de Santa Marta desde su creación en 1535 hasta 1789. Durante este tiempo se fundaron otras poblaciones como El Molino en 1595 por Pedro Beltrán Valdés y Villa Nueva el 16 de enero de 1662 por Roque de Alba, aunque ya existía un asentamiento conocido como Itoto, donde vivía el cacique Canopan y su tribu —que es llamada con el mismo nombre— y que estaba cercana al poblado Timiguaraco (aldea grande); junto al este con asentamientos de la tribu del cacique Guazara y al sur por la tribu del cacique Uruma.
En 1664 fue fundada Barrancas a orilla del río Ranchería, que el 5 de febrero de 1872 sería rebautizada como San José por fray José Barranco y que por su apellido se re-nombró a San José de los Barrancos. El 24 de junio de 1701 se funda la villa de San Juan Bautista del Río César (hoy San Juan del César) por el capitán y alguacil Salvador Félix Arias, que en realidad era un asentamiento cariachil fundado por el cacique Marocazo; el objeto de ello fue someter al cacique mencionado y otros resistentes como Tupes, Coyaima y Conopán.

### Primer virreinato de Nueva Granada
Los territorios que en la actualidad conforman el departamento La Guajira constituyeron, con la provincia de Santa Marta, el virreinato colonial español conocido como Nueva Granada y que funcionó desde su creación por el rey Felipe V de España en 1717 hasta su disolución por su inviabilidad económica en 1723. Durante los casi seis años que duró el virreinato, la parte norte de la provincia —es decir, hoy el departamento La Guajira— fue decayendo por su dificultades económicas; además por las rebeliones que se suscitaron como en 1701 cuando guajiros destruyeron una misión de frailes capuchinos, y además la inmensidad de esclavos fugitivos en numerosos palenques.

### Reintegro al virreinato del Perú

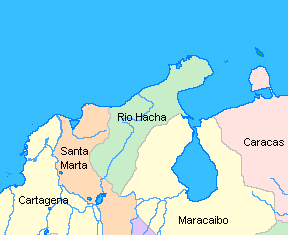
Provincia del Hacha (en el mapa, Río Hacha) a mediados del siglo XVIII.
Límites.
Norte y oeste: mar Caribe, noreste: colonias holandesas, este: Provincia de Maracaibo y sur: Provincia de Santa Marta

Tras la disolución del virreinato de Nueva Granada, el rey español dispuso el reintegro de la provincia de Santa Marta —a la que entonces pertenecía el departamento— al virreinato del Perú en 1723. Esta época duró aproximadamente quince años hasta 1739, tiempo en que estalló otra resistencia indígena en 1723 donde autoridades españolas fueron atacadas por más de dos mil guajiros, hechos que empeoraron la situación económica para la administración colonial y los criollos españoles, ya que ni había capital suficiente para realizar trabajos como agricultura ni contaban con una seguridad eficiente.

#### Provincia de Río del Hacha
En 1739, el rey Felipe V de España creó la provincia del Río del Hacha, o simplemente Provincia del Hacha, también conocida como provincia de los Indios Guajiros, constituida por los actuales departamento La Guajira y el norte del departamento del Cesar en Colombia, y el noroeste del Estado Zulia y las islas Los Monjes en Venezuela. 
Esta provincia colonial fue el resultado de la separación de los territorios ya mencionados de la provincia de Santa Marta. Para finales del siglo XVIII la provincia del Hacha quedó constituida por la superficie que hoy conforman el departamento de La Guajira.

### Segundo virreinato de Nueva Granada
Nuevamente el rey Felipe V de España el 20 de agosto de 1739 —el mismo año en que se crea la provincia del Hacha— decidió recrear el virreinato de Nueva Granada, integrando los mismos territorios del virreino anterior, incluyendo la provincia ya dicha, y logró conservar su existencia hasta 1819. Al pasar el tiempo, el virreinato quedaría reducido a sólo catorce de las 18 provincias que la conformaron al inicio, debido a los problemas económicos y políticos que padecía; entre otras, la deficiente gobernabilidad manifestada por el gobernador de la provincia de Santa Marta Soto de Herrera en 1718, respecto a las pésimas condiciones políticas y económicas en que se encontraba sus territorios.

#### Resistencia guajira de 1769
El 2 de mayo de 1769 estalló una de las tantas resistencias guajiras del siglo XVIII, siete en total, y que se originó a causa de 22 de sus connacionales quienes fueron secuestrados por autoridades españolas. El conflicto se desató con el incendio del pueblo El Rincón, causado por los nativos que residían en el lugar, donde murieron un sacerdote capuchino, el cabo José Antonio de Sierra y otros dos españoles.
Las autoridades coloniales de la ciudad de Río de la Hacha solicitaron apoyo con eventual respuesta a Cartagena y Maracaibo. Los soldados no pudieron contener los motines, abigeatos y ataques que cometían los indígenas por todo el centro de lo que hoy es el departamento La Guajira, por motivo de que estos eran numerosos, organizados y adiestrados en el uso de equipamientos europeos como caballos y armas de fuego. La amenaza constante del conflicto fue que los rebeldes pretendían incendiar la ciudad de Río de la Hacha (hoy Riohacha) según los rumores, hecho que no se produjo, debido a que en poco tiempo la rebelión se sofocó por rencillas dentro del pueblo nativo.
Los familiares de José Antonio de Sierra —quien era mestizo, por lo que tenía ascendencia indígena— decidieron vengar su muerte, según las leyes tradicionales guajiras, lo que generó distracción interna que fue aprovechada por los oficiales coloniales. Las autoridades españolas procedieron a atacar a diferentes comunidades indígenas, acciones que produjeron masacres sistemáticas que incrementar la posición de resistencia de los nativos.

#### Secesión de Sinamaica
Por orden Real en 1790, el Establecimiento de Sinamaica fue segregado de la provincia del Hacha y anexado a la provincia de Maracaibo y sus términos quedaron fijos a partir de 1792. Esta situación se presentó debido a los graves problemas que afrontaban las autoridades coloniales y el comercio legal español, con respecto al comercio de los guajiros —considerado contrabando por los españoles— y que representó dificultades para su economía.
El virrey de Nueva Granada Manuel de Guirior aseveró que a través de Sinamaica fluía el contrabando y fue el virrey José Espeleta de Veire de Galdecino, en 19 de febrero de 1777, quien solicitó al rey Carlos III de España la separación, al considerar la poca fuerza de autoridad que exisía en la provincia.

#### Traslado de afrodecendientes de Martinica
En 1802 el Primer Imperio Francés de Napoleón Bonaparte sacaron de la isla Martinica entre 200 a 500 afrodescendientes quienes en una revolución en esa colonia francesa, abolieron el sistema esclavista y de este modo alcanzaron su libertad, y fueron dejados varados en las costas de la península de La Guajira por las autoridades coloniales, sin previo aviso a las autoridades españolas. La acción de los franceses consistió en deshacerse de esas personas a quienes llamaban «negros revolucionarios» y restaurar el sistema esclavista europeo en dicha colonia.
Los franceses pensaron que los guajiros los iban a asesinar, pero sucedió todo lo contrario. Este hecho causó temor en las autoridades de la provincia, y de otras aledañas como Maracaibo y Coro. 

Lo perjudicial que podrían ser (estos negros) a la seguridad y sosiego de la provincia de Rio Hacha y aún a la de Santa Marta y Maracaibo la comunicación de los mulatos y negros franceses con los indios goajiros a quienes podrían concitar contra nuestras haciendas y posesiones vecinas...
Antonio José Amar y Borbón, virrey de Nueva Granada 1803-1810

De todos los que fueron dejados varados, apenas las autoridades coloniales de la provincia a mando del gobernador, lograron capturar una sola persona, que fue asesinada.

### Sistema esclavista en La Guajira
Los primeros españoles que llegaron al territorio del departamento La Guajira esclavizaron a individuos de los pueblos guanebucán y guajiro, contra su voluntad, para realizar los trabajos de buceo para extracción de perlas. Las sanciones que establecieron las Leyes Nuevas por el rey Carlos I de España, influenciado por el fray dominico Bartolomé de las Casas, no evitó la imposición de este trabajo. Los primeros africanos deportados desde sus pueblos originarios que llegaron traídos involuntariamente al departamento, fueron esclavizados para el trabajo de la pesquería perlera.
Con la creación de otras encomiendas para la minería y el establecimiento de haciendas, Riohacha se convirtió en otros de los puertos negreros junto al destruido Puerto López, en el norte del departamento. La situación de esclavización produjo la huida de muchos afrodescendientes a los diversos palenques existentes para finales del siglo XVIII como Matitas, La Ramada (o La Enramá), entre otros; mientras que muchos indígenas que participaban de rebeliones y motines, seguían siendo esclavizados por las autoridades coloniales.

## Historia de La Guajira en elsigloXIX

### Junta Suprema de Gobierno
Debido a la crisis monárquica española de 1804 - 1814, en la provincia del Hacha se instauró la Junta Suprema de Gobierno el 17 de septiembre de 1810, la cual fue precedida por el gobernador de la provincia Pedro Pérez; asimismo como hicieron todas las provincias coloniales al saber sobre los retrocesos de la guerra en la metrópoli. Esta junta, como todas, juró fidelidad al rey legítimo Fernando VII de España y se opuso a la intervención napoleónica; además se adhirió a la Junta de Regencia de Cádiz, ya que no aceptó la regencia de la junta de Santa Fe que suponía autoridad sobre otras provincias por ser sede de la Real Audiencia en su jurisdicción.

### Restauración del orden monárquico
Al ser restablecido en el poder el monarca legítimo Fernando VII de España, tras la derrota de las tropas del emperador francés Napoleón I, dicho rey abolió la Constitución española de 1812 (o Constitución de Cádiz) e impuso nuevamente el absolutismo, lo que suprimió la amnistía que se otorgó a comerciantes guajiros que permitía la compra y venta de productos con mercaderes de la ciudad de Riohacha, que tuvo vigencia por dos años. Al mismo tiempo se suprimió la Junta Suprema de Gobierno que gobernó a la provincia del Hacha durante cuatro años.